# 1414
Évszázadok: 14. század – 15. század – 16. század
Évtizedek: 1360-as évek – 1370-es évek – 1380-as évek – 1390-es évek – 1400-as évek – 1410-es évek – 1420-as évek – 1430-as évek – 1440-es évek – 1450-es évek – 1460-as évek
Évek: 1409 – 1410 – 1411 – 1412 –  1413 – 1414 – 1415 – 1416 – 1417 – 1418 – 1419

## Események
- január 7. – Tommaso Mocenigo  velencei dózse megválasztása (1423-ig uralkodik)[1]
- február 10. – I. (Antequerai) Ferdinándot a feleségével, Kasztíliai Eleonóra alburquerquei grófnővel együtt Zaragozában Aragónia királyává és királynéjává koronázzák.[2]
- augusztus 3. – II. Johanna követi fivérét, László nápolyi királyt a trónon (1435-ig uralkodik).
- november 5. – Megnyitják a konstanzi zsinatot.[3]
- november 8. – Luxemburgi Zsigmond királyt és második feleségét, Cillei Borbálát Aachenben német királlyá és királynévá koronázzák.[4]

## Születések
- július 21. – IV. Szixtusz pápa († 1484)[5]
- III. Luigi Gonzaga Mantova őrgrófja († 1478)

## Halálozások
- augusztus 3. – László nápolyi király (* 1379)